# Uršlja Gora
Uršlja Gora este o localitate din comuna Ravne na Koroškem, Slovenia.